# Północ / Południe
Północ / Południe – piąty album studyjny polskiego rapera Quebonafide, wydany 4 lipca 2025 nakładem jego wytwórni Magnetowid. Poprzedziła go 26 czerwca 2025 internetowa transmisja filmu muzycznego pod tym samym tytułem, zawierającego utwory z albumu.

## Geneza i powstawanie
W 2022 Quebonafide odbył trasę koncertową Psycho Relations promującą album Romantic Psycho (2020), którą nazwał swoją ostatnią, dodatkowo zapowiedział, że planuje pożegnalny koncert. W październiku 2024 wraz z menedżerem, Dawidem Szynolem, założył przedsiębiorstwo Magnetowid, mające zajmować się produkcją muzyki i filmów. W tym samym miesiącu media doniosły, że raper pracuje nad filmem muzycznym w reżyserii Sebastiana Pańczyka, w którym miała także niego wystąpić jego partnerka, aktorka Martyna Byczkowska. 21 listopada 2024 wydał singel „Futurama 3 (fanserwis)” wraz z teledyskiem w reżyserii Andrzeja Dragana. Piosenka dotarła do pierwszego miejsca notowania OLiS – single w streamie i została nagrodzona Fryderykiem 2025 w kategorii singiel roku hip hop.

## Wydanie i promocja
21 listopada 2024, równocześnie z premierą singla „Futurama 3 (fanserwis)”, Quebonafide zapowiedział na 14 marca 2025 pożegnalny koncert Północ / południe w formie biletowanej internetowej transmisji na żywo. 6 marca 2025 przełożył go na 27 czerwca 2025 oraz zapowiedział na dzień później pożegnalny koncert na stadionie PGE Narodowym w Warszawie. Jako że występ został wyprzedany w kilka godzin, zapowiedział na 27 czerwca 2025 jeszcze jeden koncert na PGE Narodowym, zaś transmisję Północ / południe przełożył na dzień wcześniej. W filmie, nazywanym przez rapera Aktem I, zostało wykorzystane 14 premierowych utworów, w których gościnnie wystąpili między innymi Sobel, Oki i Chivas. Ponadto zagrali w nim Robert Lewandowski, Robert Gonera, Andrzej Grabowski, Katarzyna Figura, Martyna Byczkowska, Abelard Giza i Piotr Szumowski. Raper zdradził, że film powstawał przez około cztery lata, a jego budżet wyniósł około 5,5 miliona złotych. Podczas koncertów na PGE Narodowym wykonał wybrane piosenki z filmu: „Północ / południe”, „Noradrenalina” (z Soblem), „Igły, soczewki, samoloty”, „Nie życzę ci źle”, „Melisa”, „Natrętne myśli” i „Wkrótce” (z Okim).
1 lipca 2025 ogłosił wydanie albumu Północ / południe i podał listę jego utworów. Równocześnie rozpoczął przedsprzedaż nośników CD i box setów, których wysyłkę zapowiedział na koniec sierpnia 2025. 4 lipca 2025, bez wcześniejszej zapowiedzi, album został wydany w dystrybucji cyfrowej, przy czym utwory „Krach” i „Mania” pozostawały niedostępne.

## Lista utworów
Opracowano na podstawie danych w serwisie Tidal.
| Nr  | Tytuł utworu                                        | Muzyka                                                                     | Tekst | Produkcja                                           | Długość |
| --- | --------------------------------------------------- | -------------------------------------------------------------------------- | --- | --------------------------------------------------- | ------- |
| 1.  | „Preludium”                                         | Baasch                                                                     | Quebonafide | Baasch                                              | 2:21    |
| 2.  | „Chemiczny balans”                                  | Duit, Emilia Gołos, Michał Żagan, Quebonafide                              | Quebonafide | Duit, Michał Żagan, Quebonafide                     | 2:39    |
| 3.  | „Trawa”                                             | Adam Kubera, Michał Żagan, Quebonafide                                     | Quebonafide | Michał Żagan, Quebonafide                           | 1:38    |
| 4.  | „Krach”                                             | Forxst                                                                     | Quebonafide | Forxst                                              | 3:01    |
| 5.  | „Noradrenalina” (gościnnie: Sobel)                  | Duit, Francis                                                              | Quebonafide, Sobel | Duit, Francis                                       | 3:44    |
| 6.  | „Aria rozstroju” (gościnnie: Jakub Józef Orliński)  | Jakub Józef Orliński, ONJ                                                  | Quebonafide | Jakub Józef Orliński, ONJ                           | 0:43    |
| 7.  | „Diagnoza” (gościnnie: Noam Zylberberg)             | Noam Zylberberg                                                            | Jacek Wójcicki, Piotr Polk, Wiktor Zborowski, Zbigniew Zamachowski                                                                           | Noam Zylberberg                                     | 2:43    |
| 8.  | „Glutochoroba”                                      | Baasch                                                                     | Quebonafide | Baasch                                              | 1:10    |
| 9.  | „Wielka przyjemność”                                | Favst, Francis, Michał Żagan, Quebonafide                                  | Marcin Januszkiewicz, Quebonafide | Favst, Francis, Michał Żagan, Quebonafide           | 2:39    |
| 10. | „Mania”                                             | Resina                                                                     | Quebonafide | Resina                                              | 3:01    |
| 11. | „Czarne plaże, białe lwy”                           | Adam Kubera, Francis, Michał Żagan, Quebonafide, Tomasz „Orion” Wróblewski | Quebonafide | Francis, Michał Żagan, Quebonafide                  | 3:30    |
| 12. | „Melisa”                                            | Chloe Martini, Francis, Michał Żagan, Quebonafide                          | Quebonafide | Chloe Martini, Francis, Michał Żagan, Quebonafide   | 2:46    |
| 13. | „Igły, soczewki, samoloty” (gościnnie: Kuba Więcek) | Albert Krach, Kuba Więcek, Maksymilian Mucha. Marcel Baliński              | Quebonafide | Kuba Więcek                                         | 2:45    |
| 14. | „Nie życzę ci źle”                                  | @atutowy, Adam Kubera, Marcin Januszkiewicz                                | Quebonafide | @atutowy, Marcin Januszkiewicz                      | 4:03    |
| 15. | „Echo”                                              | Etnobotanika                                                               | Quebonafide | Etnobotanika                                        | 2:05    |
| 16. | „KC, lecz… bez przesady” (gościnnie: Chivas)        | Chivas, Kuba Galiński, Marcin Januszkiewicz                                | Chivas, Quebonafide | Chivas, Marcin Januszkiewicz, Quebonafide           | 2:45    |
| 17. | „Sojusz”                                            | Gedz                                                                       | Quebonafide | Gedz                                                | 1:27    |
| 18. | „Wkrótce” (gościnnie: Oki)                          | Marcin Januszkiewicz, Tropical Soldiers in Paradise                        | Oki, Quebonafide | Marcin Januszkiewicz, Tropical Soldiers in Paradise | 3:26    |
| 19. | „Statek z Lego”                                     | Francis, Michał Żagan                                                      | Martyna Byczkowska, Quebonafide | Francis, Michał Żagan                               | 3:32    |
| 20. | „Po burzy wyjdzie słońce” (gościnnie: Mata)         | Mata                                                                       | Quebonafide | Mata                                                | 0:39    |
| 21. | „Natrętne myśli”                                    | Baasch, Biały                                                              | Magda Sobczak, Quebonafide | Baasch, Biały                                       | 4:54    |
| 22. | „Północ / Południe”                                 | Jimek                                                                      | Agnieszka Przekupień, Jakub Cendrowski, Maciej Pawlak, Marcin Franc, Marcin Januszkiewicz, Marta Zalewska, Małgorzata Chruściel, Quebonafide | Jimek                                               | 5:01    |
|     |                                                     |                                                                            | |                                                     | 1:00:32 |

## Pozycje na listach sprzedaży
| Notowanie                | Najwyższa pozycja | Źr.    |
| ------------------------ | ----------------- | ------ |
| OLiS                     | 1                 | [ 17 ] |
| OLiS – albumy w streamie | 1                 | [ 18 ] |